# 1820 az irodalomban
Az 1820. év az irodalomban.

## Megjelent új művek

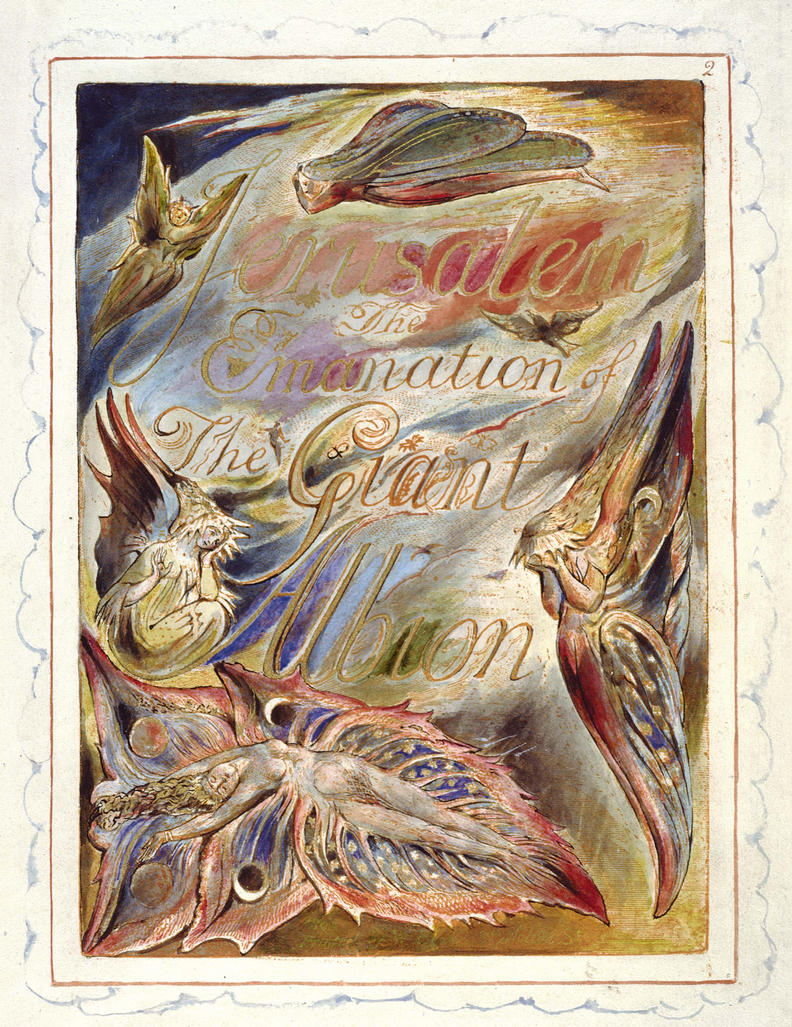
A Jerusalem címlapja (Blake illusztrációja

- James Fenimore Cooper első regénye: Precaution
- Washington Irving novellája, első publikált alkotása: Az Álmosvölgy legendája (The Legend of Sleepy Hollow).
- Charles Robert Maturin angol író nagyhatású gótikus rémregénye: Melmoth the Wanderer (A bolygó Melmoth)[1]
- Walter Scott regényei:
  - Ivanhoe
  - The Monastery (A kolostor)
  - The Abbot
- Charles Nodier regénye: Adèle

### Költészet
- Elkészül William Blake 1804-ben megkezdett és általa is illusztrált látomásos műve, a Jerusalem. (Teljes címe: Jerusalem the Emanation of the Giant Albion).
- John Keats elbeszélő költeményei:
  - The Eve of St. Agnes (Szent Ágnes-est)
  - Lamia
- Percy Bysshe Shelley 1819-ben írt, leghíresebb ódája: Óda a nyugati szélhez (Ode to the West Wind).
- Alphonse de Lamartine francia költő első, nagy sikerű verseskötete: Méditations poétiques (Költői elmélkedések).
- Alekszandr Puskin első nagy elbeszélő költeménye: Ruszlán és Ludmila (Руслан и Людмила).

### Dráma
- Percy Bysshe Shelley drámai költeménye kötetben: Prometheus Unbound (A megszabadított Prometheusz). A költő ezt a művét nem előadásra szánta. Ugyanebben a kötetben jelent meg az Óda a nyugati szélhez.
- Megjelenik Alessandro Manzoni első tragédiája: Il Conte di Carmagnola (1819 végére készül el).

### Magyar nyelven

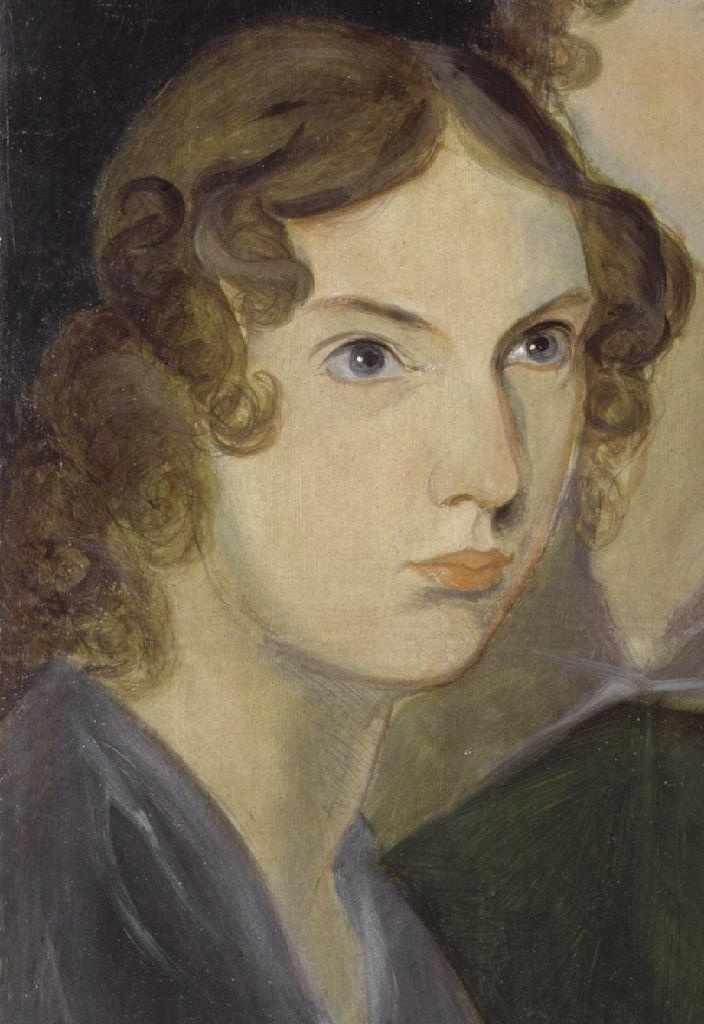
Anne Brontë

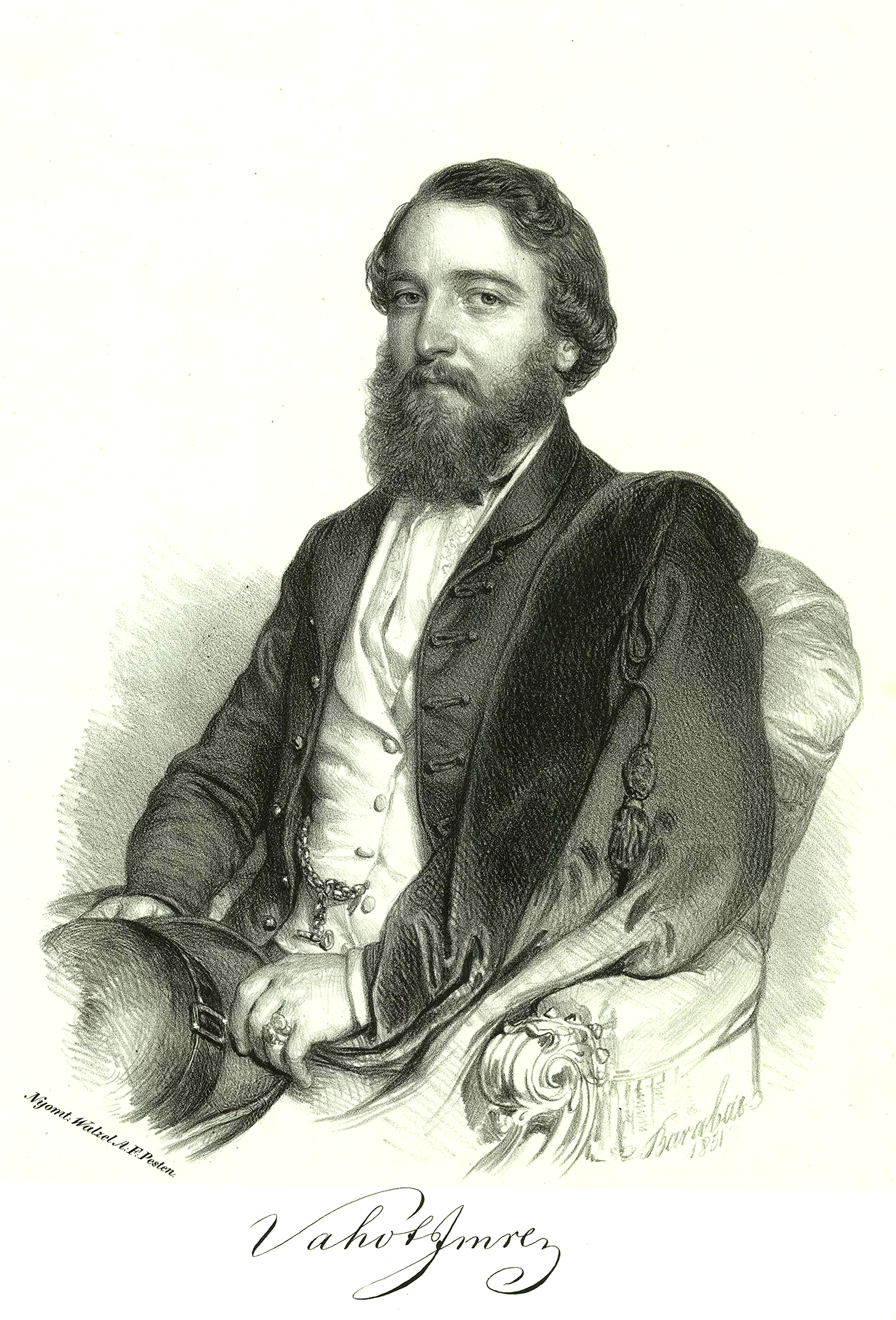
Vahot Imre

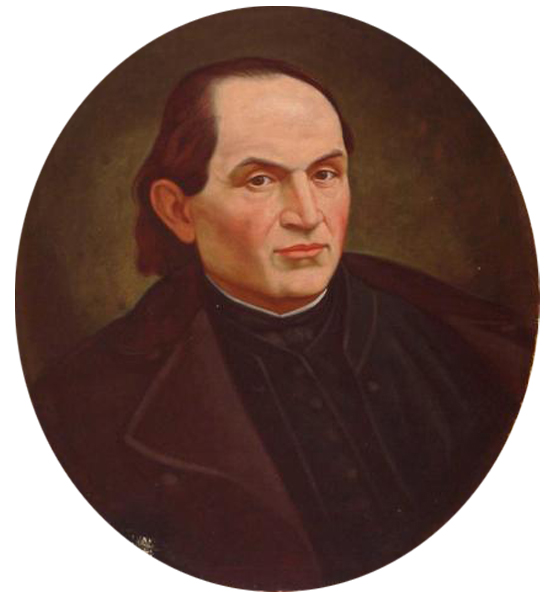
Andrej Sládkovič

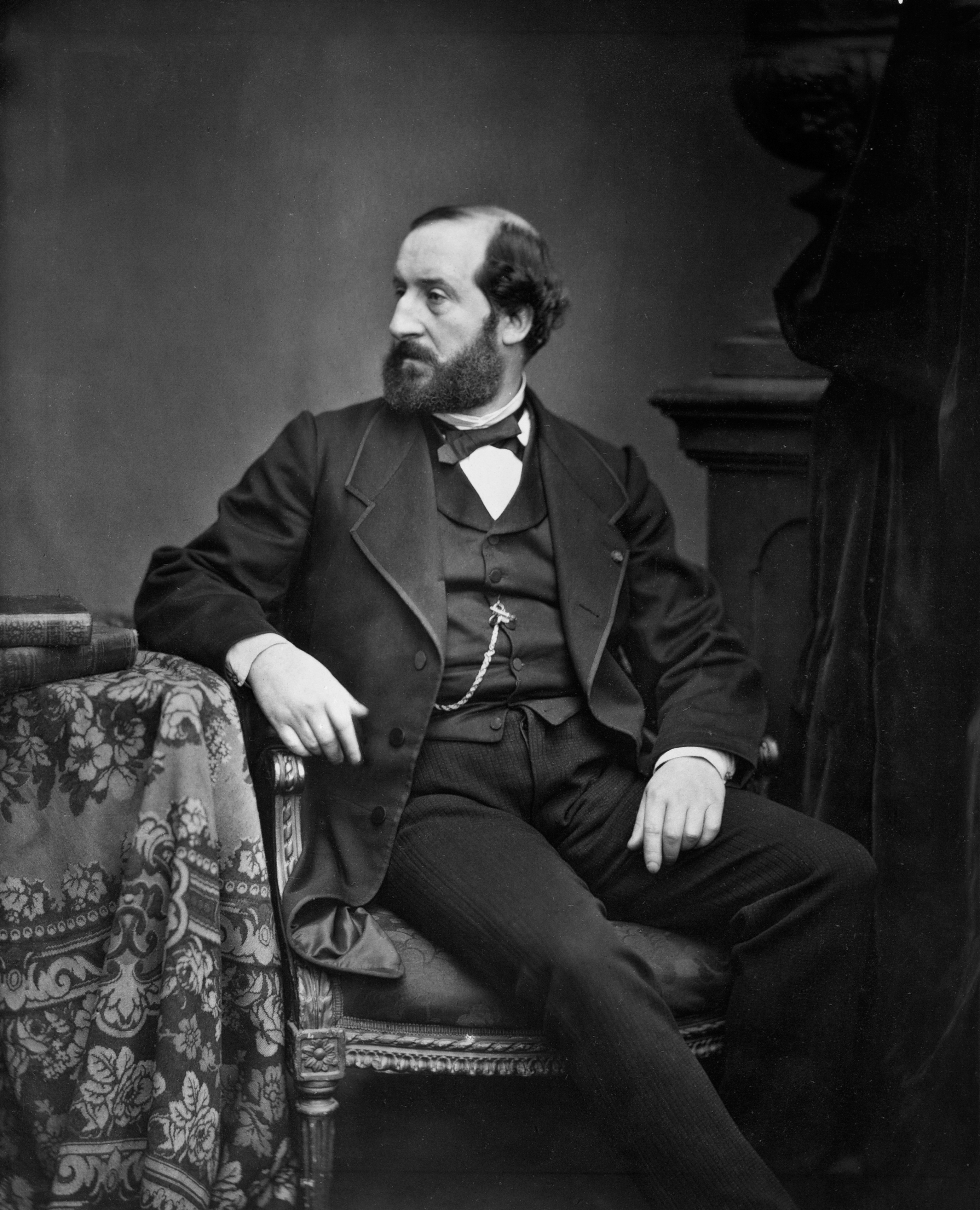
Émile Augier

- Először jelenik meg nyomtatásban a Bánk bán, Katona József már 1815-re elkészült, majd 1819-ben átdolgozott drámája.
- Kisfaludy Károly ez évben Pesten megjelent drámái:[2]
  - Stibor vajda (bemutató: 1819. szeptember 7.)
  - Szécsi Mária vagy Murányvár ostromlása (bemutató: 1820. május 2.)
  - Kemény Simon (bemutató: 1820. május 3.)
  - Iréne (bemutató: 1821. június 25.)
- Ekkor jelenik meg Kisfaludy Károly néhány vígjátéka is:
  - A kérők (nagy sikerű bemutatója: 1819. szeptember 24.)
  - A pártütök (bemutató: 1819. november 23.)
  - Mikor pattant nem hittem volna (egy felvonás).
- Bécsben megjelenik és sikert arat Fáy András kötete: Eredeti meséi és aforizmái

## Születések
- január 17. – Anne Brontë angol írónő, a Brontë nővérek legfiatalabbika  († 1849)
- február 25. – Vahot Imre magyar színműíró, lapszerkesztő († 1879)
- március 2. – Multatuli (Eduard Douwes Dekker) holland író, politikus, publicista († 1887)
- március 30. – Andrej Sládkovič szlovák költő, irodalomkritikus, műfordító, a 19. századi szlovák irodalom egyik kiemelkedő alkotója († 1872)
- április 26. – Alice Cary amerikai liberális pacifista író és költő, a nők jogainak harcosa († 1871)
- május 21. – Michel Lentz luxemburgi irodalmár, költő; egyik verse Luxemburg himnusza lett  († 1893)
- június 20. – Czakó Zsigmond magyar drámaíró († 1847)
- szeptember 17. – Émile Augier francia költő és színműíró († 1889)
- november 23. – Afanaszij Afanaszjevics Fet orosz lírikus, műfordító († 1892)

## Halálozások
- január 28. – Pálóczi Horváth Ádám magyar költő, író, hagyománygyűjtő (* 1760)
- augusztus 24. – Ioan Budai-Deleanu román író, költő, filológus, történész (* 1760)